# Кашин, Даниил Никитич
Дани́ла Ники́тич Ка́шин (ок. 1770 — 25 ноября (7 декабря) 1841) — русский композитор и музыкальный педагог из крепостных, издатель музыкального «Журнала отечественной музыки».

## Биография
Происходил из дворовых генерала Г. И. Бибикова. Год рождения исследователями указывается по-разному, от 1769 до 1773 года. В исповедных ведомостях «церкви Воскресения Христова, что сложена Новая» за 1793 год указан «дворовой генерала Бибикова Г. И. Данила Никитин, 22-х лет» — то есть год его рождения был 1770 или 1771.
Бибиков предоставил талантливому юноше возможность учиться у Джузеппе Сарти, и придворный композитор взял Данилу с собой в Яссы, где тот стал свидетелем исполнения знаменитого концерта в честь князя Таврического Потемкина «Тебе Бога хвалим», сопровождаемого сотней пушечных выстрелов".
В 1799 году Бибиков при содействии Сандунова, Карина, Глинки согласился отпустить Кашина на волю; его выкупил из крепостного состояния Ф. Г. Карин. Глинка рассказывал: «С Д. И. Кашиным познакомил меня Сандунов, а я ввел его к Карину (заметим, что Сандунов был владельцем московского театра, устроитель знаменитых бань, а Карин — богач-меценат). Восхищаясь музыкальным его искусством и голосом русских народных песен, Карин сказал мне: „Надобно как-нибудь освободить Данилу Никитича из крепостного состояния. Сперва нападем на сердце его господина, а если эта попытка не удастся, я ничего не пожалею, чтобы его выкупить…“ Это было дня за три до 1799 года, памятного для меня и незабвенного для Кашина…».
Кашин был зачислен в Московский университет «сочинителем музыки» — без жалования. Для заработка он стал устраивать в Москве концерты с программой из своих собственных сочинений.
В 1806 году начал издавать нотный «Журнал отечественной музыки», предварив его таким сообщением: «Любовь и привязанность русских ко всему отечественному побуждает господина Кашина издавать журнал Отечественной музыки. В нем будут помещены: старинная музыка на древние Русские повести, например, о Соловье Будимировиче, о женитьбе князя Владимира, об Илье Муромце и проч. Музыка на сии повести составляет редкость драгоценную для всякого русского. Издатель имел счастие получить ее от одного из замечательных любителей отечественной древности, который издавал свои повести по имени Древние Русские стихотворения. Песни будут со словами, сколь возможно исправленными, обработанными…» (издавался в 1806—1807 гг. ежемесячно; всего вышло 6 тетрадей).
В том же году Кашин сочинил хор по случаю восшествия на престол императора Александра I.
В 1812 году, во время оккупации Москвы французами, находился в городе. Здесь однажды его прямо на улице ограбили баварцы: с Кашина сняли сюртук, жилет и забрали кошелёк с серебром — но более всего композитор жалел о часах, подаренных ему его учителем Джузеппе Сарти. Кашин однажды отказался играть вальс по просьбе французских офицеров, заявив, что у него «теперь скорбь в душе», а на обещания хорошо заплатить ответил, что он «берёт деньги за ушки, но не продаёт себя». В это время им был написан ряд популярных патриотических песен («Песнь Донскому воинству», «Защитники Петрова града» и др.).
В 1835 году вследствие университетской реформы титулярный советник Кашин был уволен из Московского университета.
В 1840 году Кашин открыл в Москве музыкальные классы, включив в число учебных предметов «генерал-бас, игру на фортепиано и пение по итальянской методе», что было для того времени редким явлением.
Последние годы он жил на Плющихе в приходе Благовещенской церкви. Здесь он и скончался 25 ноября (7 декабря) 1841 года, 28 ноября был отпет в приходской церкви. Похоронен на Донском кладбище.
В некрологе, опубликованном в «Литературной газете» 11 января 1842 года, сообщалось: «Он был простой, добродушный, настоящий русский человек, безыскуственный и добрый, как песни, которые он изучал и собирал с такой любовью… Несмотря на господствовавший тогда вкус к иностранной музыке и на итальянскую школу, в которой он обучался, он остался верным национальному вкусу и все свои знания обратил на пользу русской музыке».

## Творчество
Дружба с поэтами Жуковским и Мерзляковым, Сергеем и Фёдором Глинкой, музыка к их стихам и стихам Пушкина сделали его активным участником ренессанса культуры Москвы первой трети XIX века. В 1816 году, на стихи, написанные для него В. А. Жуковским он сочинил хор «Слава Богу на небе». На текст С. Глинки он написал две оперы «Одне сутки царствования Нурмангалы, или Торжество любви и добродетели» и «Ольга Прекрасная» (1809). Им также написана опера «Наталья, боярская дочь» (1800) и фортепианные пьесы. Им были изданы три сборника «115 русских народных песен для пения и ф.-п.» (М.: Муз. маг. Мейкова, 1833—1834), а также для фортепиано, с новыми вариациями (М., 1835).
Русские песни в гармонизации Кашина приводили в восторг его современников, хотя Кашин, воспитанный на итальянской музыке, не знал ладов и вращался в пределах мажора и минора.
После смерти его друзьями было издано «Собрание русских песен» Кашина, включившее до 250 произведений.